# Remburs
En remburs er en ubetinget forpligtelse fra en banks side, som regel køberens bank, til at betale sælgeren, når sælgeren fremlægger dokumenterne og opfylder betingelserne i rembursen.
Når købers bank betaler sælgeren, overleverer banken sælgers dokumenter til køberen, der kan hente varerne fra havnen eller lufthavnen.
Fordelen for sælgeren er, at betalingsrisikoen overføres fra køberen til købers bank. En fordel for køberen, der ansøger om remburs til fordel for sælgeren, er, at køberen kan kræve sælgerens dokumenter, der beviser, at varerne er afsendt, at der findes forsikring og varens oprindelse gennem oprindelsescertifikater. Normalt er faktura og pakkeliste også et krav i rembursbrevet.
Remburs har eksisteret i mange hundreder af år. Det løser problemet, at sælgeren kan være sikker på at få betaling fra køberen (gennem banken), forudsat at han har opfyldt kravene i rembursen.